# ورزشگاه کراس
ورزشگاه کراس (به هلندی: Kras Stadion) ورزشگاهی در ولندام، هلند و ورزشگاه خانگی باشگاه فوتبال ولندام است.